# School Hacks
School Hacks è una situation comedy italiana trasmessa in anteprima con i primi 4 episodi dal 23 al 26 luglio 2018. I restanti episodi sono andati in onda dal 1º ottobre su Disney Channel.
La serie, nata da un'idea di Matteo Leoni e Romolo Guerreri, interpreti di Tinelli e Nico in Quelli dell'intervallo, serie anch'essa creata e prodotta da Disney Channel, ha come regista Nicola Conversa dei Nirkiop, gruppo comico nato su YouTube.
Sulla scia della serie italiana Penny on M.A.R.S., lo show è stato girato interamente in lingua inglese.

## Trama
Leo è un ragazzo brillante, timido ed estremamente goffo che si è appena trasferito nella nuova scuola. Qui, Leo potrà sempre contare su Siry, amica d'infanzia di cui è segretamente innamorato, e dei suoi nuovi compagni Mimy, Nick, Emily, J e Spoiler.
Il gruppo affronta, così, la dura vita da liceale attraverso i social.

## Personaggi

### Principali
- Leo: Il protagonista della serie, è nuovo nella scuola, è molto impacciato è maldestro, ma anche molto gentile, è innamorata della sua amica di infanzia Siri, si caccia molto spesso nei guai.
- Siry: La secchiona della scuola, è un'amica d'infanzia di Leo ma lei non è consapevole dei suoi sentimenti per lei.
- Nick: È il migliore amico di Leo, è il buffone della scuola, ma le sue battute non fanno ridere mai.
- J: È il ragazzo più popolare della scuola, è molto bello e tutte le ragazza gli cadono ai piedi, è molto stupido.
- Mimy: È la migliore amica di Siry. È molto popolare, e a differenza di Siry non ama studiare, ed è molto alla moda, sta sempre attaccata al telefono a postare foto e a seguire tutte le tendenze, molte ragazze la prendono come modello.
- Emily: È una ragazza molto timida e introversa, a volte rende ad essere sarcastica, ma è molto gentile, è un'abile cantante. Non appare molto.
- Spoiler: È un fanatico, è chiamato così perché rivela sempre i finali dei programmi televisivi, e tutti lo fanno sempre "andare al bagno" quando si arrabbiano con lui.

### Secondari
- Miss Elia: L'insegnante dei ragazzi, è molto severa e antipatica.
- Preside: È il preside della serie, non è affatto severo ed è molto infantile.
- Nonna di Leo: Appare in molti dei suoi flashback al di fuori della scuola, in cui a volte lo aiuta ad affrontare la giornata scolastica che lo aspetta.

## Episodi
| Stagione       | Episodi | Prima TV |
| -------------- | ------- | -------- |
| Prima stagione | 30      | 2018     |